# I Like It When You Sleep, for You Are So Beautiful yet So Unaware of It
Albums de The 1975
The 1975
(2013) A Brief Inquiry Into Online Relationships
(2018)
I Like It When You Sleep, for You Are So Beautiful yet So Unaware of It est le deuxième album du groupe britannique The 1975.
Après une série de messages énigmatiques, le chanteur Matty Healy révèle le nom de l'album en 2015. Le groupe se crée alors une nouvelle identité visuelle en couleurs, en décalage avec l'atmosphère monochrome du premier album.

## Liste des chansons
| 1.    | The 1975                                                                | 1:23 |
| 2.    | Love Me                                                                 | 3:42 |
| 3.    | UGH!                                                                    | 3:00 |
| 4.    | A Change of Heart                                                       | 4:43 |
| 5.    | She's American                                                          | 4:30 |
| 6.    | If I Believe You                                                        | 6:20 |
| 7.    | Please Be Naked                                                         | 4:25 |
| 8.    | Lostmyhead                                                              | 5:19 |
| 9.    | The Ballad of Me and My Brain                                           | 2:51 |
| 10.   | Somebody Else                                                           | 5:47 |
| 11.   | Loving Someone                                                          | 4:20 |
| 12.   | I Like It When You Sleep, for You Are So Beautiful yet So Unaware of It | 6:26 |
| 13.   | The Sound                                                               | 4:08 |
| 14.   | This Must Be My Dream                                                   | 4:12 |
| 15.   | Paris                                                                   | 4:53 |
| 16.   | Nana                                                                    | 3:58 |
| 17.   | She Lays Down                                                           | 3:58 |
| 73:55 |                                                                         |      |